# ロシア関係記事の一覧
ロシア関係記事の一覧（ロシアかんけいきじのいちらん）。ロシアの前身である国家に関係する記事も含む
- ロシア出身の人物については、ロシア人の一覧を参照。

## あ行
- アエロフロート・ロシア航空
  - アエロフロート機ネヴァ川不時着水事故
- 赤狩り - ソ連などの共産主義国家のスパイを対象とした摘発行為を指す。ソ連の核開発が原因で起こされた出来事としても知られている
- アカデミック・ロモノソフ - 水上浮体式の原子力発電所。メガフロート技術を用いた設計により船舶のように海上を浮揚することが可能で、近くに「停泊可能な港」がない場所（特に燃料が運べない極東や極北の地域）での作業などに活用される予定となっている
- アガニョーク - 同国で発刊されている写真報道中心の週刊誌
- 赤旗勲章 - ソ連が制定した軍事勲章の一. 読みは「あかはた くんしょう」
- 赤星勲章 - ソ連が制定した勲章の一. 読みは「あかぼし くんしょう」
- 赤の広場 - モスクワにある広場
- アクラ型原子力潜水艦
- 浅野部隊 - 満洲国軍に存在した白系ロシア人部隊の通称。通称名はその部隊に所属していた初代部隊長の浅野節（あさの まこと）に由来する
- アストラハン - 都市
- アストラハン・コサック軍 - ロシア帝国のコサック軍の一つ
- アストラハン・ハン国
- アタマン - 指導者の称号。コサック共同体で用いられた
- アトムエネルゴプロム - 民営の原子力企業体
- アトムストロイエクスポルト - 民営の原子力関連企業
- アナディリ湾 - ベーリング海に接しており、同国では最果ての地となっている。年の内10ヶ月が氷に閉ざされる過酷な環境にあることで知られる
- アネクドート - 小話
- アムールイトウ - シベリア、モンゴルなどの河川に生息するサケ科の淡水魚。別名タイメン
- アムール型潜水艦
- アムール川
- アムール級機雷敷設艦 (1898)
- アムール・コサック軍 - ロシア帝国のコサック軍の一つ。別名に黒龍コサックの名を持つ
- アムール小艦隊（ロシア語版、英語版）
- アムールトラ
- アムールヒョウ
- アフトヴァース - ロシア最大の自動車メーカー。本社はサマラ州のトリヤッチ市に在る
- アフマト・カディロフ名称特別任務民警連隊 -
- アルタイ諸語
- アルハンゲリスキー大聖堂 ⇒ 聖天使首大聖堂 (モスクワ)
- アルファ部隊 - ソ連KGBおよびロシア連邦保安庁の特殊部隊として知られる
- アルマビル・トゥアプセ鉄道（ロシア語版） - 嘗て存在していた私鉄の一. 1909年から1917年まで経営されていた。
- アレクサンドロフスキー宮殿 - サンクトペテルブルクにある宮殿
- アレコ - ロシア帝国時代の作曲家セルゲイ・ラフマニノフが作曲したオペラ
- アンゴラとロシアの関係 - 国際関係
- イスクラ - かつてロシア社会民主労働党（ソ連共産党の前身）の機関紙として発行されていた新聞。この新聞はロシアから亡命した社会主義者たちの手によって発行された
- イズベスチヤ - 日刊紙。嘗てはソ連機関紙の一つであった。
- イスラーム
  - イスラム教
  - イスラム世界
- イタルタス通信 - 通信社。前身はソ連国営のタス通信
- イデル＝ウラル
  - イデル＝ウラル国
- イパチェフ館 - かつて存在していた施設の一. 後に取り壊され、現在は『血の上の教会（英語版）』と呼ばれる修道院が建てられている
- イルクーツク - 都市
- イルクーツク美術館（ロシア語版） - イルクーツクに在る美術館
- イルクーツクエネルゴ - 電力会社
- イルベガン - シベリアの伝承に現れる竜
- 岩 (クラシック音楽) - セルゲイ・ラフマニノフ作曲の管弦楽曲で正式名は幻想曲《岩》作品7
- イワノフカ事件 - ソ連時代の事件で日本の戦争犯罪の一つとしても知られている。シベリア出兵中の日本軍による抗日パルチザンに対する掃討作戦の過程でイワノフカ村（ロシア語版）において多数の民間人が殺害された。
- イングリア - 歴史的地名
- インテルファクス通信 - 通信社。インタファクス通信とも
- ウエズド - 過去に用いられていた行政区画。1923年から1929年にソ連で実施された行政改革(ru)において廃止された
- ウォッカ - ロシアなどで製造される酒
- ウクライナ - 隣国。ルーシ系国家の一つで、ベラルーシならびロシアとは歴史的な繋がりを持つ
  - ウクライナ関係記事の一覧
- 宇宙開発競争 - 冷戦中にソビエト連邦とアメリカ合衆国との間で争われた宇宙開発競争
- ウハー - スープ料理の一.
- ウラジオストク - 都市
- ウラジカフカス鉄道（ロシア語版） - 嘗て存在していた鉄道会社の一. ロシア帝国によって設けられ1875年から1918年まで運営されていた。別称はロストフ - ウラジカフカス鉄道協会
- ウラル (情報収集艦)
- ウラル核惨事 - 1957年にウラル地方で発生した原子力事故
- ウラル川
- ウラル系民族
  - ウラル語族
- ウラル採鉱冶金会社（ロシア語版、英語版） - ロシアの鉱業会社の一．ロシア国内における冶金などの製造業大手として知られている。本部はスヴェルドロフスク州のヴェルフナヤ・ピシュマ（英語版）という都市に存在する
- ウラル山脈
- ウラル自動車工場 - 旧ソ連／ロシアの軍用トラックのブランド名
- ウクライナとロシアの関係
  - ロシア・ウクライナガス紛争
- 永久凍土
- 英雄都市 - 独ソ戦において英雄的な行為があった都市にソ連が贈った称号
- 英露戦争 - 1807―1812年までイギリスとロシアとの間で行われた散発的な戦争で、ナポレオン戦争と並行する形で勃発した
- エカテリンブルク - 都市
- エカテリーナ (テレビドラマ) - ロシアで放送されていたテレビドラマ
- エクラノプラン
- エネツ人
  - エネツ語
- エルブルス山
- エルミタージュ美術館 - サンクトペテルブルクにある国立美術館
  - エルミタージュ美術館オーケストラ
- エレクトリーチカ - 同国の電車で、通勤電車や旧ソ連圏内を走る近郊電車として利用されている
- 沿海地方 - 同国連邦の連邦構成主体のひとつ。極東連邦管区に属する地方で、極東ロシアの東南端に位置する日本海沿岸に在る。プリモルスキー地方の別名を持つことでも知られている
- 黄金の環 - モスクワ近郊にある古くからの都市群。観光地としても知られる
  - 関連する記事：Category:ロシアの観光
- 欧州・大西洋パートナーシップ理事会（EAPC） - この機関の加盟国にはロシアが入っている
- 欧州連合の言語
- 大津事件 - 1891年に日本の大津町で発生した、訪日中のロシア皇太子ニコライに対する傷害事件
- オクローシカ - スープ料理の一.
- オスカー型原子力潜水艦
  - オスカー型原子力潜水艦#クルスク沈没事故と余波 - 2000年に発生した、原子力潜水艦の事故
- オスマン帝国 - かつて存在した国家の一つで、テュルク系のオスマン家出身の君主を戴く多民族帝国。のちにこの国はクーデターにより共和制国家のトルコとなった
- オネガ湾
- オリョール (宇宙船)
- オレンブルク・ムスリム宗務局 - 18世紀設立のイスラム教組織

## か行
- 海軍スペツナズ - ロシア海軍の特殊部隊。
- 核保有国の一覧 - ロシアは核兵器を前身のソ連から継承する形で保有している
  - 核兵器の歴史#ソビエトの核計画 - ロシアの大量破壊兵器
- カザン・ハン国
- カスピ海
- カシモフ・ハン国

- ガスプロム - 天然ガス生産供給企業
  - ガスプロムアヴィア - 航空会社。ガスプロムの傘下企業の一つで航空輸送部門にあたる子会社として機能している
  - ガスプロムネフチ - 石油企業。ガスプロムの傘下企業の一つで、シブネフチ（Сибне́фть）社が前身となっている

- カフカース軍管区（ロシア語版、英語版） - かつてコーカサス地方に存在していた管轄区域。ロシア帝国の軍管区の一つとして存在した
- カフカース首長国 - イスラーム過激派組織の一. チェチェン独立派武装勢力が『独立国家』と主張しているが国際的には未承認国家となっている
- カフカース総督府 (1785年 - 1796年)（ロシア語版、英語版）
- カフカース総督府 (1801年 - 1917年)（英語版）
- ガマレヤ記念国立疫学・微生物学研究センター - モスクワにある医療研究機関。
- 神よツァーリを護り給え - ロシア帝国の国歌
- カミンスキー旅団 - 第二次世界大戦中に反共主義のロシア人らで構成された武装親衛隊
- カラチャイ湖 - かつてウラル山脈南部に存在していた湖。ソ連時代に放射性廃棄物の投棄場としたことによる汚染により、埋め立てられて消滅
- カリーニングラード州 - 同国連邦の最西端に位置する州で飛地となっている
  - カリーニングラード - 同州の州都に当たる都市
- カレリア - 北ヨーロッパと東ヨーロッパにある地方。フィンランドとロシアに跨る形で存在している
- キエフ大公国 - 9世紀から13世紀にかけて存在した国家
  - Category:キエフ・ルーシ
- 北カフカーズ軍管区
- 北大西洋条約機構（NATOまたはOTAN）
- 北ヨーロッパ
- キッチン討論 - 1959年7月24日に行われた討論の一つ。当時アメリカの副大統領であったニクソンとソ連の首相であったフルシチョフの間で行われた一連の即席の対話の面が大きい
- 共産主義
  - 共産主義革命
- 共和国革命軍事会議
  - 共和国革命軍事会議野戦本部
- 極東連邦大学 - ウラジオストクにある大学
- 極東連邦管区 - 同国連邦における地域管轄区分である連邦管区の一つで、極東ロシアを管轄している
  - 極東ロシア - バイカル湖から太平洋にかけての地域
- キリル文字
  - キリル文字化
    - 朝鮮語のキリル文字表記法
    - 日本語のキリル文字表記

  - キリル数字
  - 偽キリル文字
- キロ型潜水艦
- 緊急対応特殊課
- グースリ - ロシアに伝わる弦楽器の一つで、使用された時代や共鳴器の形によって特徴が異なる面を持つ。
- 靴叩き事件 - 20世紀に起こされた事件の一つであり、当時ソビエト連邦共産党書記長（最高指導者）であったニキータ・フルシチョフが1960年にニューヨークで開催された第902回国際連合総会において起こしたとされている
- クニャージ - 9-16世紀の君主制国家・19-20世紀の国家の君主が冠した称号ならび高位の貴族に与えられた最高位の称号
- グネーシン音楽大学
  - グネーシン音楽大学の人物一覧
- グネフヌイ級駆逐艦
- クバーニ - ロシアおよびウクライナの歴史的地名
- クバーニ・コサック軍
- クバーニ＝黒海ソビエト共和国
- クバーニ人民共和国
- クバーニ・ソビエト共和国
- クバン川
- グベールニヤ - ロシア帝国時代に設置されていた地方行政区画。18世紀から20世紀初頭まで存続していた。日本語では「県」と訳されることが多い
- クマ＝マヌィチ窪地
- グム百貨店 - モスクワ・赤の広場にある百貨店
- クラーク (農家)
- グラグ - ソ連時代に存在した強制労働収容所・矯正収容所の管理部門
- クラスナヤ・ズヴェズダ (新聞) - ロシアの新聞の一. ロシア連邦軍の日刊紙である
- グラスノスチ - ペレストロイカの一環として行われた情報公開
- クリミア戦争 - 1853年から1856年にかけての、ロシア帝国側とオスマン帝国側との戦争
- クリミア半島
- クレムリ - ロシアにみられる城塞
- クレムリン - 首都モスクワにある宮殿。ソビエト連邦時代にはソ連共産党の本部が置かれていた
- クロンシュタット - 都市
  - クロンシュタットの反乱 - 同都市の水兵たちによって起こされた反政府蜂起
- グンバオ - 露字新聞の一.
- 軍服 (ロシア・ソ連)
- 経済相互援助会議 - 略称はSEV　かつて存在した経済協力機構の一つでソ連主導の下、東ヨーロッパ諸国を中心とした共産主義諸国によって結成された。西側諸国からは英語読みの略称からコメコン（CoMEcon）と呼称されていた
- 継承国 - ロシアは帝国ならびソビエト時代に存在した前身国家からの国際的な権利・義務の継承がされた（或いは問われた）経歴を持ち合わせている
- 夏至祭#ロシア、ウクライナ、ベラルーシ
- ケフィア - 発酵乳飲料。ロシア語名では「ケフィール(Кефи́р、kefir)」であるが「ケフィア」の呼び名が一般的である
- ケレンスキー攻勢 - ロシア帝国がルーマニアを援護する目的で起こした攻勢。ロシア帝国が行なった攻勢の中で、第一次世界大戦における最後の攻勢となっている
- 健康 (ロシアの雑誌)（ロシア語版） - ロシアの保健情報や健康に関連する話題をテーマとした雑誌。1955年からモスクワにて出版されている。
- 原初年代記 - 850年頃から1110年頃までのキエフ・ルーシの歴史を記録した年代記
- 憲法制定議会議員委員会 - かつてロシアに存在した反革命分子の政府。
- コーカサス
  - 北コーカサス
    - 北カフカース・ソビエト共和国

  - 南コーカサス
- コーカサス山脈 - 黒海からカスピ海まで東西に走る山脈
  - 大コーカサス山脈
  - 小コーカサス山脈
- コーカサス諸語
- コーカサス戦争 - ロシア帝国とコーカサスの複数の民族により起こされた戦争
- コーカソイド
- コーカサス地域 (ロシア帝国)（ロシア語版）
- 功労芸術家 - 称号
- ゴエルロ計画 - ソ連時代の国家計画の一つ。ソビエト・ロシアの電化を目的とした計画であった。ゴエルロ・プランとも
- 国際機関の公用語の一覧
- 国際共産主義運動 - マルクス・レーニン主義運動の国際的連帯を指した用語で、コミンテルンの設立によって出来たものである
- 国際芸術家連合（ロシア語版） - かつて同国に存在していた公的機関。2017年にロシア連邦最高裁判所の下した判決によって解散した
- 国際首都会議（ロシア語版） - ロシアにおける国際的非営利団体の一つ。正式な名称は『メジュドゥナロドナヤ・アッサムブレヤ・ストリツ・イ・クルプニフ・ゴロドフ（Международная Ассамблея столиц и крупных городов）』で、世界各国の都市における社会経済開発のための共同活動を趣旨として1998年9月2日に設立された。略称はMAF（英略はIAC）
- 国際列車 - 同国は国際鉄道路線を幾つも設けており、その大半は前身国家であるソビエト連邦が存在当時に建設したものを引き継いだ形である為、その路線をベースに数ヶ国間の国際列車が営業運転されている
  - 中露国際列車 - 中華人民共和国とロシアの国境を越える国際列車
- 国防人民委員部
- 国民楽派
- コサック - ウクライナから南ロシアにかけての地域に暮らしていた民族
  - コサックの子守歌 - ロシアで歌われている子守歌の一つ。元は作家のミハイル・レールモントフが、自身の流刑中にテレク・コサック軍の地で採譜したものであり、後に他国の歌手などにカヴァーされている事から現在の知名度は幾分高めである
- 黒海
  - 黒海艦隊 - ロシア艦隊の、黒海に駐留している艦隊
  - 黒海経済協力機構（OBEC） - 機構設立メンバーにロシアが入っている
  - 黒海洪水説
- 黒海コサック軍 - ロシア帝国のコサック軍の一つ
- 黒海ソビエト共和国
- 黒海ドイツ人
- 国家ボリシェヴィキ党 -  ロシア地方の政党の一. ネオ・ユーラシア主義に影響を受けた民族共産主義による統治を主張
- 国家院 (ロシア) - ロシア連邦議会の下院
- 国家間航空委員会 - 同国の航空当局。独立国家共同体に加盟する国家における、民間航空の管理・監督を行なう機関として機能している
- ゴットランド島沖海戦 - 第一次大戦中の1915年にゴットランド島沖で起きた、ロシア海軍とドイツ海軍との戦闘
- 琥珀の道 - 古代の琥珀の交易路。琥珀街道の別名を持ち、水上交通ならび古代の交通路としてロシア地域の河川を含む形で存在していた
- コミンテルン - 共産主義政党による国際組織として設立された。別名は第三インターナショナル
  - コミンテルンの年表
- コミンフォルム - コミンテルン解散後に開かれた公式な国際共産主義運動
- コムソモリスカヤ・プラウダ - ロシアの日刊新聞。改革派の独立紙として発行されている。元はソ連の共産主義青年同盟中央機関紙として創刊された
- コムソモール
- コメルサント - ロシアの日刊全国紙。記事で取り扱われる話題は政治・経済が中心となっている
- コルホーズ - ソ連時代の集団農場。ソフホーズに比べると規模は幾分小さめであった
- ゴローニン事件 - 1811年に発生した事件で、ディアナ号艦長であったヴァシリー・ミハイロヴィチ・ゴローニンが千島列島を測量中に松前奉行配下の役人に捕縛され、日本に抑留されたという事案である
- コロベイニキ - ロシアの詩および歌曲。邦題は「行商人」

## さ行
- ザーパド大隊 - 特殊任務大隊。チェチェン共和国に駐屯する第42自動車化狙撃師団に配属されている。
- サーミ人
  - サーミ語
- 最高会議
- 在ロシアアメリカ合衆国大使
- サイベリアン - ロシアの猫種の一.  別名「サイベリアンフォレストキャット」
- ザクースキ - ロシア料理やウクライナ料理の前菜。形式としてはビュッフェスタイルで提供されることが多い
- ザバイカル
- ザバイカル・コサック軍
- サミズダート
- サモエード人
  - サモエード語派
- ザ・モスクワ・タイムズ - 日刊紙の一. モスクワで発行されている英語の新聞
- サモワール - 給茶器の一種で金属製。伝統的に使用されてきた容器である。ロシアを始めとするスラヴ諸国ならび西アジア各国で使用される
- サヤン山脈 - アルプス・ヒマラヤ造山帯に属する褶曲山地で、ロシアとシベリア南部、モンゴル国との国境付近に存在する山脈である
- ザリヤ - かつて存在していたロシアの新聞。白系露字の新聞である
- サレハルド-イガルカ鉄道 - シベリア北部に存在する未完成の鉄道。元はソ連時代における天然資源の運搬と西部地方の鉄道網の延伸を目的に計画されたもので、現在は一部区間の再建が計画されている
- サンクトペテルブルク - 都市
  - サンクトペテルブルク環状道路
- サンクトペテルブルク芸術家連合（ロシア語版） - サンクトペテルブルクを拠点とする芸術家連合。略称はСПбСХ（英略はSPbSKH）。元はソビエト連邦芸術家同盟（ЛОССХ，英略：LOSSH）のレニングラード支部（レニングラード芸術家同盟）として1932年8月2日に設立された
  - サンクトペテルブルク芸術家連合の画家一覧（ロシア語版） - 同連合の画家の一覧。前身のレニングラード芸術家同盟時代のものも含める
  - サンクトペテルブルクの芸術家の展覧会一覧（ロシア語版） - サンクトペテルブルクの芸術家が興した展覧会の一覧。同都市の前身のレニングラード時代のものも含める
- サンクトペテルブルク大学
- サンクトペテルブルク (潜水艦)
- サンクトペテルブルク美術大学 - サンクトペテルブルクにある美術大学
- シェレメーチエヴォ国際空港 - 同国の国際空港の一つ
- 四月テーゼ - ウラジーミル・レーニンが提起した10ヶ条のテーゼの通称
- 静かなドン - ロシア小説の一. 同国の小説家ミハイル・ショーロホフの大河小説として知られている
- ジダーノフ批判
- シチー - スープの一種.
- シナトラ・ドクトリン
- 死の手
- シベリア - ウラル山脈以東から東方の地域
  - Category:シベリア
  - シベリア横断道路 - バルト海沿岸から日本海沿岸を結ぶ道路の総称。主にロシア国外での名称
  - 西比利亜自治團 - かつて存在していた団体の一. 読みは「シベリアじちだん」で、シベリア独立を目指して立ち上げられた団体であった
  - シベリア出兵 - 1918年から1922年にかけての連合国によるロシア革命への干渉戦争
  - シベリア鉄道 - ロシア国内を横断する長距離鉄道
  - シベリア・トラップ - 約2億5100万年前に中央シベリア高原を中心に発生した大規模な火山活動で生じた洪水玄武岩
  - シベリア抑留 - 太平洋戦争後に日本軍捕虜がソ連によって従事させられたシベリアでの強制労働
  - シベリア臨時政府 (ウラジオストク)（英語版） - かつてロシア内に存在した臨時政府の一.
  - シベリア臨時政府 (オムスク)（英語版） - 同上の臨時政府の一.

- 社会主義
  - 社会主義国
  - 社会主義法
  - 社会主義リアリズム - ソ連などの社会主義国において公式とされた美術・音楽・文学などの表現方法、評論の指針を示している
- 社会主義労働英雄 - ソ連の英雄称号の一.
- ジャチコヴォ - 都市
- 車輪配置 0-5-0（ロシア語版） - 蒸気機関車の駆動輪に関する番号。5つの軸動輪で構成されるものを指す。
- 上海協力機構 - ロシアはこの機構の加盟国の一つである
- 十月革命 - 1917年の革命。ソビエト革命、ボリシェヴィキ革命とも
- 十二大祭 - 正教会の祭日の一.
- 集団安全保障条約（CSTO）

生神女福音祭 - 正教会の祭日の一.
- 生神女福音大聖堂 (モスクワ)
- 消滅危機言語の一覧 - ロシアは国内に数ある言語のうち16種類の言語が消滅しており、現存する言語も消滅の危機が叫ばれるレベルに達している
- 小ロシア
- ジル (自動車) - ロシアの大手トラック・重機メーカー
- シロヴィキ - ロシアに於ける治安・国防関係省庁の職員ならび、その出身者を意味する。元は政治ジャーナリズム用語として使われていた
- 新開発銀行 - BRICSの5か国（ブラジル、ロシア、インド、中国、南アフリカ）が運営する国際開発金融機関。
- 新思考 - ミハイル・ゴルバチョフ政権下のソ連で提唱された新しい外交理念。これに基づき展開された一連の外交は新思考外交と呼ばれる
- 新植民地主義
- 新致命者
- シンプル (ロシアの会社)（ロシア語版） - 同国における貿易企業の一社．主にワインの輸入と流通に関与している
- 人民民主主義
- 親露
- スカンディナヴィア半島 - 北ヨーロッパの半島
- スコプツィ - 18世紀にロシアで生まれたキリスト教教派
- スコモローフ - 芸能人の呼び名。日本語では「放浪芸人」や「漂泊楽師」などの訳語がある。主に中世ロシアで活動した者を指し示す
- スターリングラード攻防戦 - 第二次世界大戦（独ソ戦）中の1942年6月から1943年2月にかけての戦闘
- スターリン様式 - スターリン時代に多くみられた建築様式
- ストロガノフ宮殿
- スプートニク (通信社)
- スプートニク1号 - 1957年にソ連が打ち上げた世界初の人工衛星
  - 関連する記事：Category:ソビエト連邦の宇宙開発 - スプートニク計画 - スプートニク・ショック
- スペツナズ - ロシアにおける『特殊任務部隊』の略語
- スホーイ - ロシアの航空機メーカーの一.
  - スホーイ・スーパージェット100
  - スホーイ・スーパージェット130
- スポーツ宮殿 - 屋内スポーツ総合施設。ソビエト連邦で導入されたものが基盤となっている。ロシア語では『Дворец спорта』
- ズメイ - ロシアや東欧の伝承に現れる竜
- スラヴ人 - 民族
  - スラヴ語派
    - Category:スラヴ
- スラヴ神話 - スラヴ人に伝わる神話
  - Category:スラヴ神話
- スラヴ民族の北東ルーシへの移動
- 聖金口イオアン聖体礼儀 - セルゲイ・ラフマニノフが作曲した正教会の奉神礼音楽
- 制限主権論
- 聖天使首大聖堂 (モスクワ)
- 聖ワシリイ大聖堂 - モスクワに所在
- セーヴェル大隊 - 特殊部隊。北カフカーズ国内軍管区に所属
- セヴェルスターリ - 鉄鋼関連企業の一．ロシア最大の規模を誇る。本社はヴォログダ州チェレポヴェツにある
- 赤軍 - かつてロシアおよびソ連に28年間存在した軍隊。後にソ連地上軍へと編制された
- セコリョ新聞 - ロシアの新聞の一. ロシア国内に於ける唯一の高麗語新聞である
- 専修学校ロシア極東大函館校 - ロシアのウラジオストクにある極東連邦大学が日本の函館市に設置した分校
- 戦争と平和 - レフ・トルストイによる歴史小説
- 戦争賠償 - ロシアはかつての帝国時代とソ連時代に起きた二度に渡る世界大戦でこの賠償を巡る出来事に深く関わっている
- 戦争犯罪 - 同国はこの件において、前身であったソ連の事件で多くの事案を記録しており、現在もそれを巡る問題を残したままとなっている → ソビエト連邦による戦争犯罪を参照
- セントピーターズバーグ・タイムズ - ロシアに於ける英字新聞の一.
- 全連邦共産党ボリシェヴィキ - 1991年11月8日に結成された、旧ソ連共産党保守派・マルクス主義綱領派を母体とする反修正主義政党
- 全ロシア映画大学 - 映画教育のための大学。旧称は全ソ国立映画大学（略称:VGIK）
- 全ロシア国営テレビ・ラジオ放送会社 - 国営放送を運営する企業
- 全ロシア参謀本部
- 宗谷トンネル - 将来建設されると予想されている、日本の北海道とロシアのサハリンを結ぶトンネル
- 双頭の鷲 -  頭を2つ持つ鷲が描かれた紋章。鳥類モチーフの紋章の一種で、ロシアを含むヨーロッパの国家や貴族ならびギリシャ正教会などで歴史的に使用されている。
- 祖国戦争勲章 - ソビエト連邦の勲章の一．
- ソチオリンピック - 2014年2月にロシアのソチで開催された冬季オリンピック
- ソヴィェツク
  - ソヴィェツク (カリーニングラード州)
  - ソヴィェツク (トゥーラ州)

- ソヴレメンニク
  - ソヴレメンニク (出版社)（ロシア語版） - 同国の出版社の一つ。 1970年にモスクワで創設され、同地域を拠点としている
  - ソヴレメンニク映画館（ロシア語版） - 1960年代に建てられた国立の映画館。1994年末に民営化され、カジノ運営者の下で2度の改築後、2006年に再建。2009年には施設そのものが売却されることとなった
  - ソヴレメンニク劇場（ロシア語版） - 1950年代に作られた劇場。モスクワ芸術座の卒業生であった当時の若い俳優たちによって設立された

- ソヴレメンヌイ級駆逐艦 - ミサイル駆逐艦の階級の一．
- ソビエト - ロシア革命時に形成された、労働者・農民・兵士らによる評議会
  - ソビエト大百科事典 - ソ連時代に編纂された百科事典
- ソビエト連邦（ソ連） - 1922年から1991年にかけて存在した国家
  - Category:ソビエト社会主義共和国連邦
  - ソビエト社会主義共和国連邦運輸通信省（ロシア語版、英語版） - ソビエト連邦における運輸行政、交通政策を担当していた。通称はソ連運輸通信省
  - ソビエト連邦関係記事の一覧
  - ソビエト連邦共産党
  - ソビエト連邦軍 - ソ連地上軍など複数の軍で構成されていた巨大軍隊であった
  - ソビエト連邦芸術アカデミー（ロシア語版） - かつてソ連に存在していた芸術大学で1947年に設立された。現在のロシア芸術アカデミーの前身でもある
  - ソビエト連邦芸術家同盟（ロシア語版） - かつてソ連に存在していた芸術家団体で1931年に設立された。1991年にロシア芸術家連合へ転身する形で解散している
  - ソビエト連邦構成共和国
    - ソビエト連邦構成共和国における紛争（英語版）

  - ソビエト連邦国家賞
  - ソビエト連邦作家同盟 - ソ連の文学者団体
  - ソビエト連邦作曲家同盟 - ソ連の作曲家団体
  - ソビエト連邦内務省 - ソ連における内政管掌機関であった
  - ソビエト連邦の映画
  - ソビエト連邦の食事情
  - ソビエト連邦の歴史
  - ソビエト連邦暦 - ソ連で制定されていた暦
  - ソ連邦英雄 - ソ連の称号
  - ソ連邦建設 - ソ連で発行されていた雑誌
  - ソ連共産党政治局
  - ソ連軍参謀本部
  - ソ連国家保安委員会第1総局
  - ソ連人民芸術家 - ソ連の称号
  - ソ連占領地域
  - ソ連対日参戦
  - ソ連対日宣戦布告
  - ソ連8月クーデター
  - ソビエト連邦の崩壊

- ソビエト連邦による戦争犯罪 - 後継国であるロシア連邦においては、現代へ続く外交上の大きな問題の一つとなっている
- ソビエト連邦の憲法
  - ソビエト社会主義共和国連邦憲法 (1924年) - 初期に制定されたソビエト連邦憲法。「ソビエト連邦基本法」の別名で呼ばれることがある
  - ソビエト社会主義共和国連邦憲法 (1936年) - 2番目のソビエト連邦憲法で、別名に「スターリン憲法」や「1936年憲法」がある
  - ソビエト社会主義共和国連邦憲法 (1977年) - 3番目のソビエト連邦憲法で、最後の同連邦憲法となっている。別名に「ブレジネフ憲法」や「1977年憲法」がある

- ソ連・ロシア海軍艦艇一覧

- ソフホーズ - ソ連時代における国営農場。コルホーズよりも大きな規模であった

- ソユーズ - ソ連およびロシア連邦の有人宇宙船
  - Category:ソユーズ計画

- ソリャンカ - スープ料理の一.
- ソロヴェツキー諸島
- ソロヴェツキーの石 - モスクワに在る記念碑の一．

## た行
- タイガ - シベリア地方の針葉樹林
- 大祖国戦争 - ソビエト連邦がナチス・ドイツおよびその同盟国と戦った1941年6月22日～1945年5月9日までの戦闘を指す用語で、この語はロシアを始めとする旧ソ連諸国で用いられる。
- タイフーン型原子力潜水艦
- 太平洋艦隊 (ロシア海軍) - 太平洋での作戦にあたる、ロシア海軍の艦隊
- 第45独立親衛特殊任務連隊 (ロシア空挺軍)
- タタールのくびき - モンゴル帝国による、現在のロシア・ウクライナ・ベラルーシに相当する地域の支配
  - モンゴルのルーシ侵攻 - 13世紀前半からのモンゴル帝国による征服戦争
- タルトゥ条約 - エストニアやフィンランドの独立を承認した条約で、帝政ロシアの支配下に置かれていた当時に行なわれた。タルトゥ平和条約とも呼ばれる
- チェチェン共和国
  - 第一次チェチェン紛争
  - 第二次チェチェン紛争
- チェチェン・イチケリア共和国 - チェチェン分離独立派による国際的な未承認国家。
- チェルノブイリ原子力発電所事故 - 1986年4月に発生した、ソ連（現在のウクライナ）にあったチェルノブイリ原子力発電所の事故
  - Category:チェルノブイリ原子力発電所事故
- チェーカー（キリル表記ではЧК） - 嘗て人民委員会議直属の機関として設立された秘密警察組織。後にGPU（ゲーペーウー、キリル表記ではГПУ）→NKVD（エヌカーヴェーデー、キリル表記ではНКВД）→KGB（カーゲーベー、キリル表記ではКГБ）と宗旨替えや組織改変が繰り返された
- 血の上の救世主教会 ⇒ ハリストス復活大聖堂
- 血の日曜日事件 (1905年) - 1905年に起きた、労働者の誓願行進に対する政府軍の発砲事件
- チャンネル1 (ロシア) - 公共放送
- 中華人民共和国 - 隣国。アジアエリアにおける周辺国の中では、歴史および地理的な関係に止まらず経済的な関係に至るまでに国家間の関わりが最も深い
- 中ソ対立 - 1960年代からの、ソ連と中華人民共和国との間の対立状態
  - 中ソ紛争
- 中央アジア
- 中央アジア協力機構（OCAC） - 2004年5月28日にロシアが加盟していた。
- 中央アジアの草原にて - 交響詩の一． ロシア帝国の作曲家であるアレクサンドル・ボロディンにより作曲された
- チュヴァシ竜 - ロシア連邦チュヴァシ共和国などの伝承に現れる竜
- 張作霖爆殺事件ソ連特務機関犯行説 - 犯行説の一つで、ロシア人歴史作家のドミトリー・プロホロフが最初に主張したものである
- ツァーリ - ロシアなどスラブ語圏で使用された、君主の称号
- ツァーリ・ボンバ - 旧ソ連が開発した水素爆弾で正式名称はAN602。『人類史上最大の水素爆弾』とも呼ばれている。元々この名称は西側諸国が名付けたものであるが、現在はロシア近内でも広く用いられている。
- ツェサレーヴィチ - ロシア皇帝の相続人（皇太子）
- つるふさの法則 - ロシア帝政時代以降のロシアでは頭髪が少ない人物とそうでない人物が交互に最高権力者になっている事を指すジョーク
- ツングースカ大爆発 - 1908年に中央シベリアで発生した、上空で隕石が爆発したとされる事件
- ツンドラ - シベリアなどでみられる、降水量が少なく永久凍土が広がっている地域
- ディアナ号 - ロシアの船舶に関連する情報にはこの名の艦の存在が記録されている
- ディアトロフ峠事件 - ソ連時代の事件の一つで、当時のウラル山脈北部で発生した。不可解な点が多いことから今も「謎の多い事件」として扱われている
- ディクソン島 (ロシア)
  - ディクソン (ロシア)
- ティルジットの和約 - かつて存在した国家である東プロイセンのネマン川沿いの町ティルジット（現・ソヴィェツク）で結ばれた講和条約。ナポレオン戦争中の1807年7月に締結された
- デティネツ - ルーシの城塞
- テルジュマン - ロシアの新聞の一. かつてロシア帝国で35年もの間出版されていた新聞で、編集・出版にはロシア語とトルコ語をメインとしていた
- デルタ型原子力潜水艦
- テレク川
- テレク・コサック軍 - ロシア帝国のコサック軍の一つで、テレク州を中心に存在した
- テレク・ソビエト共和国
- ドイツ最終規定条約 - ロシア連邦の前身であったソ連が加盟し、署名した場所も同じソ連であった
- 統一エネルギーシステム - かつて存在していた独占電力会社。2008年7月に解散している
- 統一航空機製造会社 - 航空持ち株会社
- 統一ロケット・宇宙会社 - かつて存在したロシア連邦の公開株式会社
- 統一ロシア - 政党。2015年現在の政権与党
  - Category:ロシアの政党
- 東欧革命
- トゥガーリン・ズメエヴィチ - ブィリーナ『アリョーシャと怪物トゥガーリン』に登場する悪役
- ドゥーマ
- 同時代人 - 19世紀のロシアで出版された雑誌
- 同時代人 (1911〜1915)（ロシア語版） - 20世紀初期に出版された雑誌
- 東方経済フォーラム
- 動乱時代 - ロシア帝国における1598年から1613年までの大空位時代
- 独ソ戦 - 第二次世界大戦中に、ドイツなど枢軸国側とソ連との間で行われた戦争
- 独ソ不可侵条約 - 1939年にソ連とドイツとの間で締結した条約
- 独立国家共同体（CIS） - ソ連崩壊後、ソ連を構成していた15カ国のうち12カ国で結成した国家連合体。2015年からは9カ国で構成。
  - Category:独立国家共同体
- ドムラ - ロシアの弦楽器の一つで、12世紀のモンゴルで作られた弦楽器に由来するものと見られている
- トルコ - オスマン帝国を前身とする共和制国家の一国。ロシアとは歴史的に深い因果関係を持つ
- ドン川
- ドン軍管州
- ドン・コサック軍
- ドン全大軍
- ドン・ソビエト共和国
- トンモト - 町

## な行
- ナーシ - 青少年組織
- ナウカ - 出版社の一つ
- ナポレオン戦争
- 南下政策 - ロシア帝国による南方への進出
- ニェザヴィーシマヤ・ガゼータ - 日刊紙の一. 日本では「独立新聞」と訳されることもある。
- 尼港事件 - 赤軍パルチザンによって起こされた大規模な住民虐殺で、1920年に発生した事件。尼港とはニコラエフスク（現在のニコラエフスク・ナ・アムーレ）を指す文字である
- 日露関係
  - 日露関係史
- 日露戦争 - 1904年から1905年にかけてのロシア帝国と日本との戦争
- 日本センター
- 日本ユーラシア協会 - 日本とユーラシア（旧ソ連諸国）との友好運動や民間レベルでの交流を目的として日本で設立された市民団体
- 日本・ロシア協会 - 日本とロシアとの友好親善や経済協力の促進等を目的として日本で設立された特定非営利活動法人
- ニヴフ - 樺太中部以北 及び 対岸のアムール川下流域に住むモンゴロイドの少数民族
  - ニヴフ語 - ニヴフ民族固有の言語。系統不明の扱いだが便宜上は古アジア諸語に含まれる　→ 孤立した言語も参照
- ヌー、パガジー! - ソ連ならびロシアで製作・放送されていたアニメ作品。着想が「トムとジェリー」と同じものであることでも注目されている
- ネオ・スターリニズム
- ネネツ人
  - ネネツ語
- ネヴァ川
- ノヴォロシア
- ノヴォロシア人民共和国連邦
- ノヴゴロド - 都市
- ノヴゴロド公国 - 1136年から1478年にかけて存在した国家
  - Category:ノヴゴロド公国
- ノーヴァヤ・ガゼータ - ロシアの新聞の一. ロシア国内に於けるタブロイドの大手新聞である
- ノーメンクラトゥーラ

## は行
- バイカル・アムール鉄道（バム鉄道） - シベリア鉄道と結ばれている鉄道路線
- バイカル湖
  - バイカル湖博物館（ドイツ語版） - バイカル湖畔にある博物館であり、主にバイカル湖の自然に関する展示を行なっている
- バイコヌール宇宙基地 - カザフスタンにある宇宙港であり、嘗てはソ連のロケットならびミサイルの発射場として用いられていた。2015年からはロシア連邦宇宙局が管理している
- パガニーニの主題による狂詩曲 - セルゲイ・ラフマニノフが作曲した狂詩曲。正式名はピアノとオーケストラのための《パガニーニの主題による狂詩曲》作品43
- 白海
- 白海・バルト海運河
- 白軍
- 白系露人事務局
- 八端十字架 - ロシア正教会などで使用されている十字架。ロシア十字とも
- パトム高地 - シベリア東部に位置する高山地帯
  - パトムスキー・クレーター
- パトリス・ルムンバ名称民族友好大学 - 留学生にソビエト共産主義などを教えるために1960年に設立された大学。1992年以降はロシア諸民族友好大学となっている
- 母親英雄 - ソ連の英雄称号の一.
- ヴァリャーグ - スラヴ語でヴァイキングを指す語
- バラライカ - 弦楽器の一. ロシアの代表的な楽器として知られている
- ハリストス復活大聖堂 ⇒ 血の上の救世主教会 の正式名称
- バルト海 - 北ヨーロッパに位置する地中海。海域はヨーロッパ大陸とスカンディナヴィア半島に囲まれた状態となっているが、時に「ユーラシア大陸に囲まれている」海域だという見方をされることがある
- バルト三国 - バルト海に位置する3つの国であるエストニア・ラトビア・リトアニアを指す。当海の東岸ならびフィンランドの南に南北に並ぶ形で存在し、ロシアとその飛地にも接していることからロシア・ヨーロッパ国家間での外交や経済で重要視されている面が強い
  - バルト諸国占領 - バルト三国が占領された際の出来事を記したもの。バルト三国の歴史における重要単語でもあり、主に三国が20世紀に幾多の国々から支配されたことの流れに対して用いられる
- パルラディ転写法（ロシア語版） - ロシアにおける転写法の一つ。中国語をロシア語へ転写する目的で用いられている。名は掌院のパルラディ・カファロフにちなんだもの
  - パルラディ転写表（英語版） - 上のパルラディ転写法における詳細な発音方法を表化したもの
- バレエ・リュス - ロシア出身のセルゲイ・ディアギレフが主宰し、パリを中心に活動したバレエ団。ロシア・バレエ団とも
- 反汚職財団（ロシア語版、英語版） - ロシアの非営利団体の一つ。モスクワに拠点を置く活動家や政治家たちによって2011年に設立された。汚職防止活動財団とも呼ばれる
- ハンガリー動乱
- 汎スラヴ主義 - スラヴ人の連帯と統一を目指す思想
- 汎スラヴ色 - スラヴ諸国の国旗に用いられる赤・青・白の配色
- パンと塩 - 他国や遠来の訪問客を歓迎する習慣。この習慣はロシアだけでなくスラブ諸国での伝統ともなっている
- 反露

- ピアノ協奏曲第1番 - セルゲイ・ラフマニノフが作曲したピアノ協奏曲で正式名はピアノ協奏曲第1番嬰ヘ短調 作品1
  - ピアノ協奏曲第2番 - 同氏の作曲した2番目のピアノ協奏曲で正式名はピアノ協奏曲 第2番 ハ短調 作品18
  - ピアノ協奏曲第3番 - 同氏の作曲した3番目のピアノ協奏曲。正式名はピアノ協奏曲第3番ニ短調作品30
  - ピアノ協奏曲第4番 - 同氏作曲のピアノ協奏曲の4番目に当たる。正式名はピアノ協奏曲第4番 ト短調 作品40

- ピシュマ川（ロシア語版、英語版） - ロシアの河川の一．現地では「冬季中に凍て付く川」として知られている。この河川の凍結期間は11月上旬から4月の春まで続く
- ヴィシュティーティス湖 - 「ヨーロッパのバイカル湖」の異名を持つ湖で、カリーニングラード州とリトアニアの境界に存在する
- ヴィンペル部隊 - ソ連KGBおよびロシア連邦保安庁の特殊部隊として知られる
- ヴェーチェ - 民会の一種で主に中世スラヴ諸国において重要な情報を提供・共有する役割を担う集いとして開かれていた
- ヴォストーク大隊 - 特殊任務大隊。チェチェン共和国に駐屯する第42自動車化狙撃師団に配属されている
- ビーフストロガノフ - ロシアの牛肉料理。米を添えたりパスタのソースに用いられることがある
- 東側諸国 - 冷戦の間、対立関係にあった国々のグループの一つ。ソ連および中央ヨーロッパ・東ヨーロッパの衛星国を指したものであり、当時は国家間で対立する陣営の通称としても用いられた（西側諸国も参照）
- 非同盟運動 - 国際組織の一つで、第二次世界大戦後の東西冷戦期以降に設立された。設立年は1961年
- 東ヨーロッパ
  - 東ヨーロッパ平原 - ロシア平原とも
- ピョートル大帝湾 - ロシア沿海地方の南部と日本海の北西部に位置する湾。日本海最大の湾でもある
- ブィリーナ - ロシアに伝えられている口承の叙事詩
  - 関連する記事：Category:ロシアの伝承 - Category:ロシアの民話
- フィンランド - 隣国の一. ロシアとは歴史上深い繋がりを持つ
- プガチョフの乱 - 世界の農民の起こした歴史上の反乱の中で大規模なものとされる
- フコンタクテ - ロシアを中心とするソーシャル・ネットワーキング・サービス（SNS）のひとつ。略称はВК（ヴェーカー，英略：VK）
- 復活大祭 - 正教会の祭日の一. 正教会において最も大事とされている行事であり、西方教会における復活祭に相当するものとなっている
- 冬宮殿 - サンクトペテルブルクに存在する施設で、かつてはロシア帝国の宮殿だった。『冬宮（とうきゅう）』とも呼ばれている
- プラウダ - ロシアの新聞の一．嘗てはソ連共産党の機関紙であった。
  - プラウダ批判
- プラハの春 - ソ連軍主導のワルシャワ条約機構軍による軍事介入に対してこの言葉が用いられており、その件のみを指す場合はチェコ事件と呼び分けることがある
- ブルガール (都市) - かつて存在していた都市の一つで、現在のタタールスタン共和国スパッスク地区（英語版）・ヴォルガ川沿岸に位置していた
- フルシチョフカ - 現地に在るアパートの一つ。主にエレベーターのない、3～5階建てのものが主体となっている。1950年代から1960年代にかけてロシアを含む旧ソ連諸国に設けられた集合住宅やその仕様を指す
- フルンゼ軍事大学（ロシア語版、英語版） - ソ連およびロシアの軍学校
- プレジデント-S - 航空機用アクティブ防護システム
- ブレスト＝リトフスク条約
- プレセツク宇宙基地 - ロシアの宇宙基地の一．
- プレハーノフ記念ロシア経済アカデミー - モスクワにある国立大学
- プログラマーの日 - ロシアにおける公式な祝日の一. ただし、国民の休日として扱われている訳ではないため注意を必要とする面を持つ
- ベーリング海 - 北西部にアナディリ湾がある
- 閉鎖都市 - 居住や立ち入りが制限されている都市
- ベラルーシ - 隣国。ルーシ系国家の一つで、ウクライナならびロシアとは歴史的な繋がりを持つ
  - ベラルーシ関係記事の一覧
- ロシア・ベラルーシ連盟国 - ロシア連邦とベラルーシ共和国との連邦国家
  - ロシア・ベラルーシ連盟国創設条約 - 1999年12月に締結された、両国の段階的な統合を規定した条約
- ベールイ・ドーム - ロシア連邦政府庁舎。ロシア最高会議ビルとも
- ベルスタ - かつてロシアなどで使用されていた単位。主に長さ（距離）に対して用いられていて、日本語では、露里（ろり：「ロシアの里」の意味）と訳される
- ペレストロイカ - 1980年代からソ連で進められた政治体制を改革する運動
- ベレンコ中尉亡命事件
- 北極
  - 北極海
  - 北極圏
- ホッキョクグマ
- 北方地域（北方領土） - 択捉島、国後島、色丹島、歯舞群島
- 北方領土問題 - 日本がロシアに対し北方領土の返還を求めている問題
- ポーツマス条約 - 日本とロシア帝国との間で結ばれた日露戦争の講和条約。日露講和条約と称する場合もある
- ポーランド - 飛び地であるカリーニングラード州が当該国に接している。ロシアとは歴史的に深い関係を持つ国家でもある
- ポーランド・ソビエト戦争 - 1919年から1921年までの戦争
- ボグダン・フメリニツキー勲章 - ソ連の勲章の一.
- ポグロム
- ボゴヤヴレンスキー大聖堂 (ドロゴミロヴォ)（ロシア語版）
- ボゴヤヴレンスキー大聖堂 (モスクワ)（ロシア語版、英語版）
- ボストーク基地 - ロシアの南極観測基地
- ボストチヌイ宇宙基地 - ロシアの宇宙基地の一．
- ホテル・モスクワ（フォーシーズンズホテル・モスクワ）
- ホテル・ルックス　- かつてモスクワに存在していた宿泊所であり、ソ連の初期時代におけるコミンテルンの外国人宿舎として利用されていた。現在は一般ホテルとして生まれ変わり、ホテル・ツェントラールの名で運営されている
- ホテル・ロシア - 嘗てモスクワに存在していたホテルの一つで、MGMグランドが開業されるまでは世界最大の座を誇っていた
- ポトスタカーンニク - ロシアを始めとする旧ソ連諸国で使用されているコップホルダー。伝統的な食器としても知られる
- ホホール人 - ウクライナ人の外名。ウクライナ人に対する蔑称や皮肉っぽい形での呼称として用いられることが多い
- ボリシェヴィキ - ウラジーミル・レーニンが率いた左派陣営
- ボリショイサーカス - ロシアのサーカス団が国外で名乗るブランド名
- ポリャールヌイ - 閉鎖都市の一つ
- ポリャールヌイ基地
- ボルガル遺跡 - ロシア内の遺跡の一つ。かつて存在していた王国の一つであるヴォルガ・ブルガール王国の首都となっていたブルガールからその名が付けられている
- ボルシチ - スープ料理の一.
- ボレイ型原子力潜水艦
- ヴォルガ川
- ヴォルガ・ドン運河
- ヴォルガ・ドイツ人自治ソヴィエト社会主義共和国
- ヴォルガ・ドイツ人
- ヴォルゴグラード - 都市
- ボヤール - 中世ロシアやスラブ系諸国に存在していた支配階級。18世紀に廃止された
- ボルゾイ - ロシア原産の犬種。かつてはロシアン・ウルフハウンドと呼ばれていた

## ま行
- マーシャル・ネデリン級ミサイル追跡艦
  - マーシャル・ネデリン (ミサイル追跡艦)
- マトリョーシカ人形 - 民芸品
- マヌィチ川
- マリインスキー劇場 - サンクトペテルブルクにある、オペラとバレエの専用の劇場。ソ連時代はキーロフ劇場と呼ばれていた
  - マリインスキー劇場管弦楽団
  - マリインスキー・バレエ
- マルクス・レーニン主義
  - 一段階革命論
  - 二段階革命論
- マルシュルートカ - 小型の乗合バス。同国を始めとする、かつてのソ連圏諸国でよく見られる
- 南オセチア紛争 (2008年) - ロシアとグルジアとの戦争
- 南ロシア軍 - 過去に存在していた軍隊の一. 白軍の合同軍組織として結成された
- ミール - 1986年から1996年まで使用された宇宙ステーション
- ミール (深海探査艇) - ロシアの深海探査艇
- ミハイロフスキー城 - サンクトペテルブルクにある城塞。別名『インジェネールヌィ城（Инженерный замок、Inzhenerny zamok）』。英語では『聖ミハイル城（St. Michael's Castle）』と称される
- 民族ボルシェヴィズム - 政治思想の一種。ナショナル・ボルシェヴィズム、国家ボルシェヴィズム、国民ボルシェヴィズム などの呼称がある
- 民主ロシア - ロシアの政党の一.
- ムグリン - 都市
- ムツェンスク郡のマクベス夫人 (オペラ) - ソ連の作曲家ドミートリイ・ショスタコーヴィチにより作曲されたオペラ曲
- ムルマンスク - 都市
- メンシェヴィキ - ロシア社会民主労働党が分裂する形で生み出された社会主義右派
- もう一つのロシア - 政治連合の一.
- モスクワ - 首都
  - モスクワの行政区画
- モスクワオリンピック - 1980年にソ連で開催された夏季オリンピック
  - Category:モスクワオリンピック
- モスクワ会社 - イングランド王国が1555年に設立した、モスクワ大公国との貿易を独占した勅許会社
- モスクワ環状道路
- モスクワ級ヘリコプター巡洋艦
- モスクワ芸術家連合（ロシア語版） - モスクワに在る芸術家連合。1932年に設立された
- モスクワ芸術座 - モスクワにある同国の劇場
- モスクワ劇場占拠事件
- モスクワ国際バレエコンクール
- モスクワ国際モーターショー
- モスクワ国立食品生産大学
- モスクワ・シティ - モスクワの再開発地域。モスクワ国際ビジネスセンターとも
- モスクワ条約 (1921年)
- モスクワ総主教 - ロシア正教会の長
  - モスクワ総主教・モスクワ府主教の一覧
- モスクワ騒乱事件 ⇒ 10月政変
- モスクワ大学
- モスクワ大公国 - 1263年から1547年にかけて存在した国家
  - Category:モスクワ・ロシア
- モスクワ地下鉄
  - モスクワ地下鉄爆破テロ (2010年)
- モスクワの戦い
- モスクワは涙を信じない - ソビエト連邦の映画作品。1979年製作
- モスクワ・ヘルシンキ・グループ（英語版） - 同国有数の人権団体の一つ。正式名称はモスクワ・ヘルシンキ・ウォッチ（Московская Хельсинкская группа）
- モスコフスキー・コムソモーレツ - ロシアの新聞の一. 元はモスクワの共産主義青年の機関紙であったが、現在では国内新聞の代表的なものとなっている
- モニノ空軍博物館 - モスクワ近郊にある航空博物館
- モンゴル高原
- モンゴル国 - 隣国。アジアエリアにおける周辺国の一つ

## や行
- ヤーセン型原子力潜水艦
- ヤンデックス - 同国発の検索エンジン、ポータルサイトの一つ。また、その運営会社の名称でもある。別名は「ロシアのGoogle」
- ユーク大隊 - 特殊部隊。北カフカーズ国内軍管区に所属
- ユーノスツ（ロシア語版） - ロシアの雑誌のひとつで、首都モスクワから出版されている。ユーノスツとは「若者」「青年」を意味するロシア語であり、元はソ連作家同盟が管轄する雑誌として扱われていたものだった
- ユーラシア
- ユーラシア関税同盟
- ユーラシア経済共同体
- ユーラシア経済連合
- ユーラシア財団（ロシア語版、英語版）
- ユーラシア主義
- ユーラシア青年連合（ロシア語版、英語版）
  - ユーラシア党（英語版） - ロシアの政党の一．
- ユーラシア連合
- ユコス - 同国にかつて存在していた企業の一つ
- ユハ - シベリアの伝承に現れる竜
- ユラン (ロシアの伝承) - カザン市の象徴にもなっている竜。ジラントとも
- ユリウス暦 - ロシア正教会が公認している太陽暦
- ヨールキ・パールキ - ロシア国内のレストラン・チェーン。モスクワを中心に展開している
- ヨーロッパ言語共通参照枠
- ヨーロッパ史

## ら行
- ラプテフ海 - 北極海の一部。古くはノルデンショルド海（мо́ре Норденшельда）と呼ばれていた
- ラーダ (自動車)
- ラーダ型潜水艦
- ラーゲリ - 収容所ならびキャンプの意。日本を始め世界各国ではソビエト連邦における強制収容所を指すことが多い
- ラディシュチェフ美術館（ロシア語版、英語版） - サラトフに在る美術館。現在、ロシア国内における著名な美術館の1つとして知られている
- ラジオマヤーク - ロシアのラジオ放送局の一つ
- ラヨン - ソ連を構成していたロシアなどの国々に見られる行政区画
- 流鬼国 - オホーツク海沿岸地域に居住していた民族の一団
- 臨時全ロシア政府 - 1918年から1920年までロシアの都市オムスクに置かれた政府
- ルーシ (地名)  - 中世の東欧にあった地名
  - Category:ルーシ
- ルクオイル - 石油企業。ロシア最大の石油会社で、オリガルヒの一つでもある
- ルサール - アルミニウム製造会社。ロシア・アルミニウムとも
- ルナ計画 - ソ連の無人月探査計画。
  - ルナ1958A - 月探査機の第一号
  - ルナ1号 - 人類初の人工惑星となった機体として有名で、今もその功績が語り継がれている
  - ルナ2号
  - ルナ3号
  - ルナ9号
  - ルナ10号
  - ルナ15号
  - ルナ16号
  - ルナ17号
  - ルナ19号
  - ルナ20号
  - ルナ21号
  - ルナ22号
  - ルナ24号
- ルバシカ - 伝統衣装の一. ブラウス及びスモック風のプルオーバータイプのシャツ・上着であるが、元はウクライナ農民の衣装であり、ロシアへ伝わった際に独自の進化や発展を遂げたものとされている
- ルビャンカ広場 - モスクワにある広場で、赤の広場から北東約900mに位置する
  - ルビャンカ駅
  - ルビャンカビル
- ルミャンツェフ博物館（ロシア語版、英語版） - かつて存在していた博物館の一つで、 モスクワにおける最初の公共博物館であった。施設の名は当時の政治家のニコライ・ルミャーンツェフ（ロシア語版、英語版）に因んだもの
- 冷戦 - 第二次世界大戦後の、ソ連を中心とする共産主義・社会主義陣営とアメリカ合衆国を中心とする資本主義・自由主義陣営の対立
  - Category:冷戦
- レナ川 - 　河川の一．世界で10番目に長く流域面積の広さは世界9位となっている。シベリア東部のイルクーツク州とサハ共和国に在る
- レニングラード ⇒ サンクトペテルブルク
- レーニン勲章 - ソ連の勲章の一. この勲章は同連邦の中で最高位のものであった
- レーニン主義
  - 反レーニン主義
- レーニン廟 - モスクワ・赤の広場にあるレーニンの霊廟
- 連邦院 (ロシア) - ロシア連邦議会の上院
- 連邦管区 - ロシア連邦の中央政府が地方を監督するための制度

ろしあ
- ロシア (名称) - 歴史的名称
- ロシア (列車) - ロシア鉄道の列車

ろしああ
- ロシア・アイスホッケー連盟（ロシア語版） - 1992年にロシアで設立されたホッケー連盟であり現在、国際ホッケー連盟の正式なメンバーとして加盟している
- ロシア・アヴァンギャルド - 19世紀末から20世紀前半までの、ロシア帝国・ソ連でのさまざまな芸術運動の総称
- ロシア宇宙科学研究所 - 宇宙機関
- ロシア宇宙軍 - 宇宙機関
- ロシア宇宙主義 - 思想
- ロシア音楽協会 - 組織

ろしあか
- ロシア化 - ロシア人による非ロシア人の同化・融和政策
- ロシア解放軍 - 独ソ戦
- ロシア科学アカデミー - 学術団体
  - ロシア科学アカデミー教授（ロシア語版、英語版） - 学術団体の称号。名誉教授に匹敵する
  - ロシア科学アカデミー東洋学研究所 - 学術団体
- ロシア革命 - 1917年
- ロシア革命芸術家協会（ロシア語版） - かつて存在したソ連時代の芸術家協会で、ソビエト連邦芸術家同盟（Союз художников СССР）の前身である。1922年に設立され、1932年に解散した
- ロシア・カザン戦争 - 1437年-1552年
  - ロシア・カザン戦争 (1467年-1469年)
  - ロシア・カザン戦争 (1478年)
  - ロシア・カザン戦争 (1487年)
  - ロシア・カザン戦争 (1505年-1507年)
  - ロシア・カザン戦争 (1521年-1524年)
- ロシア型加圧水型原子炉 - 原子力技術
- ロシア・カップ (サッカー) - サッカーのカップ戦
- ロシア・カップ (バレーボール) - バレーボールのカップ戦
- ロシア飢饉 (1921年-1922年)
- ロシア銀行 - 企業
- ロシアグランプリ - F1世界選手権レース
- ロシア軍 (白軍) - 軍事
- ロシア軍艦対馬占領事件 - 1861年、幕末の日本・対馬をロシア軍艦が占領した事件。ポサドニック号事件とも
- ロシア君主一覧 - 国家元首
- ロシア芸術アカデミー（ロシア語版） -  ロシアにおける芸術大学。ソビエト連邦芸術アカデミーの後継機関として設立された。 通称PAX
- ロシア芸術家連合（ロシア語版） -  ロシアの芸術家連合であり、同国におけるNGOの一つでもある。略称はСХР
  - ロシア芸術家連合 (1903-1923)（ロシア語版） - 同名の芸術家連合の前身であり、1903年から1923年にかけて存在していた
- ロシア研究モジュール - 国際宇宙ステーションの設備
- ロシア建国一千年祭記念碑像 - ノヴゴロドにある、862年のヴァリャーグ招致の伝説を表現した銅像
- ロシア建築 - 建築様式
- ロシア語 - ロシアの公用語。海外におけるロシア語話者数のランキングは現時点で8位となっている。ネイティブスピーカーの数が多い言語の一覧を参照されたし
  - ロシア語アルファベット
  - ロシア語キー配列 - コンピュータ
  - ロシア語圏 - 言語圏
  - ロシア語検定試験 - ロシア連邦教育科学省が非ロシア語話者を対象に実施する検定試験
  - ロシア語の点字
  - ロシア語のラテン文字表記法
  - ロシア語版ウィキペディア
- ロシア航空 - 企業
- ロシア航空宇宙防衛軍 - 宇宙機関
- ロシア交響楽演奏会 - ロシアのクラシック音楽のために設けられた演奏会ならびそのシリーズを指す
- ロシア構成主義 - 芸術
- ロシア高層アパート連続爆破事件 - 1999年にモスクワなど3都市で発生した爆弾テロ。第二次チェチェン戦争のきっかけとなる
- ロシア高速鉄道 - 鉄道路線
- ロシア皇帝 - ロシア帝国の国家元首
- ロシア国立交響楽団 - 楽団
- ロシア国立社会政治史文書館 - 公文書館
- ロシア国内軍 - 内務省所属の軍事組織
- ロシア国立シンフォニー・カペラ
- ロシア国立東洋美術館
- ロシア国立図書館 (サンクトペテルブルク) - サンクトペテルブルクにある公共図書館
- ロシア国立図書館 (モスクワ) - モスクワにある国立図書館
- ロシア52人虐殺犯/チカチーロ - ソ連時代に実際に起こったアンドレイ・チカチーロによる連続殺人事件を題材にした、1995年制作の米国のテレビ映画
- ロシア古正教会 - ロシア正教会
- ロシア国境軍 - 国境警備隊
- ロシア5人組 - 19世紀後半に民族主義的な音楽の創造に取り組んだ5人の作曲家

ろしあさ
- ロシア財政危機 - 1998年
- ロシアサッカー・プレミアリーグ - サッカーリーグ
  - ロシア女子サッカーリーグ・プレミアディヴィジョン - サッカーリーグ
  - Category:ロシア・プレミアリーグ
- ロシアサッカー連合 - サッカー団体
- ロシア産業企業家同盟 - 経済団体
- ロシア時間 - ロシアで採用されている11の標準時
- ロシア資本主義論争 - 思想
- ロシア社会民主労働党 - ロシア帝国で創立された最初のマルクス主義政党。ソ連共産党の前身に当たる
- ロシア象徴主義 - 芸術
- ロシア人 - 民族
  - ロシア人の一覧
  - ロシア系アメリカ人
  - ロシア系ウズベキスタン人
  - ロシア系中国人 ⇒ オロス族
  - ロシア系日本人 ⇒ 在日ロシア人
  - ロシア系ユダヤ人 ⇒ アシュケナジム
  - 残留ロシア人
  - 残留ロシア人 (南樺太)
  - 白系ロシア人
  - 広島原爆で被爆したロシア人
- ロシア諸民族友好大学 ⇒ パトリス・ルムンバ名称民族友好大学
- ロシア新聞 - 新聞社
- ロシア人民芸術家 - 称号
- ロシア・スウェーデン戦争 - 18世紀と19世紀にロシア帝国とスウェーデン王国との間で行われた戦争
  - ロシア・スウェーデン戦争 (1741年-1743年)（ハット党戦争、ハット戦争）
  - 第一次ロシア・スウェーデン戦争 - 1788年から1790年まで
  - 第二次ロシア・スウェーデン戦争 - 1808年から1809年まで
- ロシア・スーパーカップ - サッカーのスーパーカップ戦
- ロシア・スーパーリーグ - アイスホッケーリーグ
- ロシア正教会 - 正教会（東方正教会）に属する教会組織
  - Category:ロシア正教会
  - ロシア正教会の歴史
  - ロシア正教古儀式派教会
  - 東方正教会文明（ロシア正教会文明）
    - Category:ロシア正教古儀式派
- ロシア製品不買運動 - ウクライナの歴史
- ロシア・セカンドディビジョン - サッカーリーグ
- ロシア全軍連合 - 軍事同盟
- ロシア・ソビエト連邦社会主義共和国 - 通称に「ロシア共和国」「ロシア連邦共和国」あるいは「ボリシェヴィキ・ロシア」の呼び名を持つ
  - ロシア・ソビエト連邦社会主義共和国共産党 - かつて存在した政党
  - ロシア・ソビエト連邦社会主義共和国の国旗
- ロシア・ソ連の軍服

ろしあた
- ロシア第一革命 - 1905年から1907年にかけての市民革命
- ロシア対外情報庁 - 諜報機関。略称『SVR』
  - ザスローン部隊 - SVR所属の特殊部隊
- ロシア大統領府 - 行政機関
- ロシア大百科事典 - 百科事典
- ロシア貯蓄銀行 - 企業
- ロシア地理学会（ロシア語版、フランス語版、英語版）
- ロシア・ツァーリ国 - 1547年から1721年にかけて存在した国家
- ロシア帝国 - 1721年から1917年にかけて存在した国家
  - ロシア帝国軍参謀本部
  - ロシア帝国軍事省
  - ロシア帝国憲兵団
  - ロシア帝国国家資産省
  - ロシア帝国国家評議会
  - ロシア帝国独立国境警備団
  - ロシア帝国内務省警察部
  - ロシア帝国内務省警察部警備局
  - ロシア帝国のグルジア併合
  - ロシア帝国の県の一覧
  - ロシア帝国の国歌 ⇒ 神よツァーリを護り給え
  - ロシア帝国の州の一覧
  - ロシア帝国の歴史
    - ロシア帝国における飢饉 （1891-1892）（ロシア語版、英語版）

  - ロシア帝国陸軍
    - Category:ロシア帝国の継承国家
- ロシア帝国芸術アカデミー（ロシア語版） - かつて存在していた芸術大学のひとつ。 同帝国の美術分野における高等教育機関であり、1757年から1918年にかけて運営・開校されていた
- ロシア的倒置法 - ジョーク
- ロシアデスマン - ロシアなどに生息するモグラ科の哺乳類
- ロシア鉄道 - 鉄道事業者
- ロシアとウズベキスタンの関係 - 国際関係
- ロシア・トゥデイ - テレビ局
- ロシア東方辺境 - かつてロシアの東部に存在していた地方政府
- ロシアとキルギスの主題による序曲 - ドミートリイ・ショスタコーヴィチによる楽曲
- ロシアと朝鮮の関係 - 国際関係
- ロシアと共に（ロシア語版） - ロシアのテレビ番組の一．原題は『Вместе-РФ』。ロシア連邦議会連盟理事会による専門放送番組で、ネットワークはケーブル放送 および 衛星放送となっている
- ロシアと忍者の関係
- ロシア取引システム - 証券取引所

ろしあな
- ロシア内戦 - 1917年から1922年にかけての内戦
- ロシア内務省 - 国家親衛隊
- ロシア農業省 - 同国における中央省庁の一つ
- ロシア・ナショナル管弦楽団
- ロシア・ナショナル・フィルハーモニー管弦楽団
- ロシア・ナショナル・フットボールリーグ - サッカーリーグ
- ロシアにおけるイスラーム - イスラム教
- ロシアにおける携帯電話
- ロシアによるアメリカ大陸の植民地化
- ロシアによるクリミアの併合 - 2014年
- ロシアにおけるイスラーム
- ロシア年間最優秀サッカー選手賞 (スポルト・エクスプレス) - サッカーの賞
- ロシアの医療
- ロシアの宇宙開発 - 宇宙開発
- ロシアの映画
- ロシアの音楽
  - ロシアの音楽チャート - 音楽
- ロシアの外相 - 外交使臣
- ロシアの河川の一覧
- ロシアの企業一覧 - 一覧
- ロシアの今日 - 通信社
- ロシアの教育
- ロシアの共産主義者 - 思想
- ロシアの共和国 - 共和国の一覧
- ロシアのクラシック音楽史 - 音楽の歴史
- ロシアのクリスマス音楽 - 楽曲
- ロシアのクリミア侵攻 - ロシアによる2014年以降のクリミア自治共和国への軍事行動
- ロシアの経済
  - ロシアの経済地区
- ロシアの言語
  - ロシアにおける消滅危機言語の一覧（英語版）
- ロシアの皇太子 - オーストリア＝ハンガリー帝国出身の作曲家フランツ・レハールによるオペレッタ
- ロシアの交通
- ロシアの声 - ラジオ放送局
- ロシアの国章
- ロシアの国歌
- ロシアの国旗
- ロシアの査証政策
- ロシアのサッカー選手一覧
- ロシアの自治管区
- ロシアの自治州
- ロシアの州
- ロシアの宗教
- ロシアの首相
- ロシアの新興財閥 - 財閥
- ロシアの政党
  - Category:ロシアの政党
- ロシアの世界遺産
  - Category:ロシアの世界遺産
- ロシアの総合格闘技
  - Category:ロシアの総合格闘技
- ロシアのソマリア沖海賊対策 - 軍事
- ロシアの地方 - 行政区画
  - ロシアの地方旗一覧 - 一覧
- ロシア帝位請求者 - ロシア帝室
- ロシアの都市の一覧
  - Category:ロシアの都市
- ロシアの農奴制 - 身分制度
- ロシアのバレーボール選手一覧 - 排球選手
- ロシアのファシズム - 歴史
- ロシアのファーストレディ - 大統領夫人
- ロシアの風力発電 - エネルギー政策
- ロシアの復活祭 - 楽曲
- ロシアの野鳥一覧 - 一覧
- ロシアのユーロビジョン・ソング・コンテスト - 音楽
- ロシアの歴史
- ロシアのレース - 手芸（レース）
- ロシアの連邦市 - 特別市

ろしあは
- ロシア杯 - フィギュアスケート大会
- ロシア・バスケットボール・スーパーリーグ - バスケットボールリーグ
- ロシア・バレーボール・スーパーリーグ - バレーボールリーグ
- ロシア・バロック - 芸術
- ロシアパン - 食品
- ロシア版ホームズ - テレビ映画
- ロシア美術館 - サンクトペテルブルクにある美術館。かつてはアレクサンドル3世皇帝記念ロシア美術館と呼ばれていた
- ロシアファシスト党 - かつて存在していたファシズムの政党で、満洲の白系ロシア人がユダヤ人コミュニティに対する形で設立した
- ロシアフィギュアスケート選手権
- ロシア・フィルハーモニー管弦楽団
- ロシア・フォルマリズム - 文学
- ロシア・プロレタリア音楽家同盟 - 音楽関係組織
- ロシア・プロレタリア作家協会 - 文学関係組織
- ロシア文学
  - ロシア文学者
- ロシア兵士の母の委員会連合 - 女性団体
- ロシア・ベラルーシエネルギー紛争 - 国際関係
- ロシア・ペルシャ戦争 (1722–23)
- ロシア・ペルシャ戦争 (1804年-1813年)
- ロシア・ペルシャ戦争 (1826年-1828年)
- ロシア帽 - 帽子
- ロシア報知（英語版） - 帝政ロシア時代の雑誌。原題は『Русскій Вѣстникъ』
- ロシア・ポーランド戦争 (1605年-1618年)
- ロシア・ポーランド戦争 (1654年-1667年)

ろしあま
- ロシア民間防衛軍 - 民間防衛組織
- ロシア民族楽器オーケストラ
- ロシア民謡

ろしあや
- ロシア郵便 - 郵便事業者
- ロシア・ユダヤ人会議（ロシア語版、英語版） - ロシア最大のユダヤ人組織。略称はРЕКで、英語での略称はRJC
- ロシア・ユダヤ人の歴史（英語版）

ろしあら
- ロシア領アメリカ - 現在の米国アラスカ州
- ロシア料理
- ロシア臨時政府 - ロシア革命
- ロシア・ルーブル - 通貨単位
- ロシア・レイルウェイズ・カップ - 蹴球大会
- ロシア連邦議会 - 立法府
- ロシア連邦安全保障会議 - 軍事
- ロシア連邦安定資金 - 財務
- ロシア連邦英雄 - 称号
- ロシア連邦共産党 - 政党
- ロシア連邦軍 - 軍事
  - ロシア連邦軍参謀本部情報総局
  - 国外駐留ロシア連邦軍部隊の一覧
    - Category:ロシア連邦軍
- ロシア連邦警護庁 - 警察機関
- ロシア連邦元帥 - 軍事
- ロシア連邦憲法 - 憲法
- ロシア連邦国歌 - 国歌
- ロシア連邦政府 - 行政府
- ロシア連邦税務警察庁 - ロシア連邦の警察機関の中で税務関係の業務を担当する部署として存在していた。略称『FSNP』。2003年3月11日に廃止されている
  - Category:ロシアの行政
- ロシア連邦大統領 - 国家元首
- ロシア連邦大統領特殊プログラム総局 - 特殊施設の建設・運営・維持を担当する特殊機関
- ロシア連邦中央銀行
- ロシア連邦道路
  - Category:ロシアの道路
- ロシア連邦麻薬流通監督庁 - かつて存在したロシア連邦の機関で、麻薬の取締りが主な業務であった
- ロシア連邦の地方区分 - 行政区画
- ロシア連邦保安庁 - 諜報情報機関。略称『FSB』
- ロシア連邦保安庁アカデミー - 士官学校
  - ロシア連邦保安庁特殊任務センター - 軍事
- ロシア連邦民法典 - 民法

ろしあわ
- ロシアワイン - ロシアで生産されるワイン
- ロシア1（ろしあわん） - テレビ放送局

ろしあん
- ロシアンカーフ - ロシア帝国で生産されていた、トナカイの原皮を材料とする皮革製品
- ロシアン・スパニエル - 犬種
- ロシアン・トイ・テリア - 犬種
- ロシアン・トップチーム - 総合格闘技チーム
- ロシアンドレッシング - サラダドレッシング
- ロシアン・ハーレクィン・ハウンド - 犬種
- ロシアン・ハウンド - 犬種
- ロシアン・ビジネス・ネットワーク - 企業
- ロシアンブルー - 猫の種類
- ロシアン・ヘリコプターズ - 航空機メーカー
- ロシアン・マフィア - 犯罪組織

以下 ろ～
- ローゼンバーグ事件 - ソビエト連邦が起こしたスパイ事件として知られている
- 労働赤旗勲章 - ソ連の勲章の一.
- ロスアトム - 国営原子力産業
- ロスエネルゴアトム - 核関連企業
- ロスコスモス - 宇宙開発関連企業
- ロスティスラフ公 - セルゲイ・ラフマニノフ作曲の交響詩
- ロステフノロギヤ - 国策企業
- ロスネフチ - 国営天然資源企業
- 露土戦争 - ロシア帝国とオスマン帝国（トルコ）との間の複数回の戦争
- 露仏同盟 - ロシア帝国時代に結成された軍事同盟。同帝国と第三共和政フランスの間で成立した。公式の同盟は1894年1月4日に締結されている
- 露米会社 - ロシア帝国時代の1799年に設立された、極東や北米での交易等を目的とした国策会社
- ロマノフ朝 - 17世紀から20世紀初頭までロシアを支配した王朝
  - ロシア大公一覧
  - ロシア大公女・大公妃一覧
  - ロマノフ家
    - ロマノフ家の処刑

  - Category:ロマノフ家
    - ロマノフ家協会（ロシア語版、英語版）
- ロマノフ帝国 (ミクロネーション) - ロシアの政治家アントーン・アレクセーエヴィチ・バーコフがクック諸島から環礁を購入し、2011年からこの地におけるロシア帝国の復活を一方的に宣言。2017年に現国名となった。ただし、ロシア政府やクック諸島政府などは一切認めていない
- ロモノソフ海嶺 - 1948年にソ連が発見した、北極海にある海嶺。2001年以降、ロシアはこの海嶺を根拠にロシア大陸棚の延長を主張している

- 論拠と事実 - ロシアの週刊紙

## わ行
- ワーレンキ - ロシアで伝統的に使われている羊毛製の長靴
- ワグナー・グループ - 同国の準軍事組織の一つ。国外および海外からは「傭兵部隊」としての観方が強いものとなっている。
- 私たちの現代（ロシア語版） - 同国の社会政治・文学の月刊誌。原題は『Наш современник』
- ワルシャワ条約機構 - 正式名称は「友好協力相互援助条約機構」。ロシア連邦の前身であったソ連を盟主とした東ヨーロッパ諸国が冷戦期の1955年、ワルシャワ条約に基づき結成した軍事同盟。
  - ワルシャワ条約 (1955年)

## 記号・英数字
記号
- .ru - ロシア連邦に割り当てられている国別コードトップレベルドメイン
  - .su - ソビエト連邦に1990年に割り当てられた国別コードトップレベルドメイン

数字
- 1812年ロシア戦役 - フランス帝国によるロシア帝国への侵攻と退却
- 2月革命 (1917年) - 第一次大戦中のロシアで起こった市民革命。ソビエト連邦設立のきっかけとなった革命
- 2002年シベリアの火球 - 2002年9月にロシア上空で隕石が爆発したとされる事件
- 2011年ロシア反政府運動 - 2011年12月にロシアで行われた下院選挙に不正があったとされる疑惑が発端となり発生した事件
  - 2011年ロシア下院選挙
- 2013年チェリャビンスク州の隕石落下 - 2013年2月にロシアで発生した隕石落下事件
- 2018 FIFAワールドカップ - 2018年にロシアで開催
- 3つのロシアの歌 - 正式名は合唱と管弦楽のための《3つのロシアの歌》作品41。作曲はセルゲイ・ラフマニノフ
- 5ヵ年計画 - 国家計画。正式名称は『ソビエト社会主義共和国連邦の国家経済の発展のための5年間計画』（Пятилетние планы развития народного хозяйства СССР）
- 7月攻勢 ⇒ ケレンスキー攻勢
- 9K720 - ロシア製のミサイルで短距離・固体燃料推進・移動式・戦域弾道といったものを複合している
- 10月政変

英文字（A-Z）
- An-2
- An-12
- An-24
- An-26
- An-72
- Be-12
- BRICS - ブラジル、ロシア、インド、中国、南アフリカの5か国の総称。
- E形蒸気機関車（ロシア語版） - かつてロシア国内で製造されていた蒸気機関車の一つで、1912年から1957年まで作られていた。ロシア帝国時代にはウラジカフカス鉄道、ソ連時代にはソ連運輸通信省が導入・運用していた
- E.F.キッペン邸（ロシア語版、英語版） -  1817年～1819年に建築された邸宅で、モスクワ中心部に位置する。元は帝政ロシアの皇后エヴドキヤ・ロプーヒナの親族が所有していた。現在は都市不動産として扱われており、モスクワ芸術家連合が管轄している
- Emotet - 同国を拠点とするマルウェア亜種およびサイバー犯罪活動の俗称
- FCウラル・スヴェルドロフスク・オブラスト - ロシアのサッカークラブチーム
- FGFA - ステルス戦闘機
- GAZ - 同国の自動車メーカー。本社はニジニ・ノヴゴロドにある
  - GAZ-66
  - GAZ-69
- GOELRO ⇒ ゴエルロ計画
- ICAO空港コードの一覧/U#U – ロシア - ICAO空港コード
- Il-18
- Il-62
- Il-76M
- KR-860 - 大型旅客機として考案された機体であるが、現在に至るまで実現されていない
- KS-1 (ミサイル)（英語版）
- IMZ・ウラル - ロシア製の単車類のブランド名
- Independent Media Sanoma Magazines - 同国の出版社の一つ
- ISO 3166-2:RU - ロシア連邦の行政区分コード
- GPU (国家政治保安部)
- NKGB (国家保安人民委員部)
- NKVD (内務人民委員部)
- KGB (ソ連国家保安委員会)
- MiG (公共株式会社「ロシア航空機製作会社」) - 略称ミグ
  - MiG-21M
  - MiG-21UM
  - MiG-23M
  - MiG-23UB
  - MiG-25PD
  - MiG-25RB
  - MiG-25PU/RU
  - MiG-29/S・MiG-29UB
  - Mi-2
  - Mi-6
  - Mi-8PS
  - Mi-9
  - Mi-17(8MT)
  - Mi-24
- MRSKホールディング（ロシア語版、英語版） - ロシアの電力会社で統一エネルギーシステムの再編によって創設された。地域間および地域の配電網会社、研究開発機関、設計および建設研究所、建設および販売事業体の6つから構成される
- MSMK（ロシア語版） -  ロシア連邦におけるスポーツランクの最上位。この名が冠されたタイトルはチャンピオンシップなどで示された結果に対して授与される
- NIS諸国
- OMON - 特殊部隊。
- PZL 104
- RIAノーボスチ - かつて存在したロシアの国有通信社
- RPG - ソ連・ロシアの携帯式対戦車擲弾発射機（グレネードランチャー）。
- S.P.コロリョフ ロケット&スペース コーポレーション エネルギア - ロシアの宇宙機と宇宙ステーションのモジュール設計・製造会社
- S-21 - 超音速ビジネスジェット機
- S-32 - 多用途戦闘機 (MFI)
- S-51 - 超音速旅客ジェット機
- S-54 - 練習機
- Su-1 - 戦闘機。試作型であった
- Su-2 - 軽爆撃機
- Su-3
- Su-4
- Su-5 - ジェット混合戦闘機
- Su-6 - 攻撃機
- Su-7 - 戦闘爆撃機
- Su-8
- Su-9 - 迎撃戦闘機
  - Su-9 (初代) - ジェット戦闘爆撃機として開発・製造された
- Su-10 - ジェット爆撃機
- Su-11 - 迎撃戦闘機
- Su-12 - 観測機
- Su-14 - 攻撃機
- Su-15
  - Su-15 - ジェット戦闘機として開発・製造された
- Su-17M
  - Su-17 (初代) - ジェット戦闘機として開発・製造
- Su-24
- Su-25・Su-25UB
- Su-26
- Su-27
- Su-28
- Su-29 - 複座アクロバット機（民間機）
- Su-30 - 多用途戦闘機
- Su-31
- Su-33 - 艦上戦闘機
- Su-32 / 34
- Su-35
  - Su-35 (初代) - 戦闘機
- Su-37 - 多用途戦闘機
  - Su-37 (初代) - 戦闘攻撃機
- Su-38 - 農業用プロペラ機
- Su-39 - 攻撃機
- Su-47 (S-37) - S-32の概念実証機
- Su-57 - ステルス戦闘機 (PAK FA)
- Su-80 - 双発ターボプロップSTOL機
- T-4 - 超音速爆撃機
- T-18 - ソ連時代に造られた戦車
- T-26 - ソ連時代の戦車
- Tu-2
- Tu-134
- Tu-154・Tu-154B2 - 3発ジェット旅客機。元はソ連で開発された機体で現在、継承国であるロシアがそれを引き継ぐ形で生産している
- Tu-16
- Tu-95
- UAZ - 同国の自動車メーカー。正式名称はウリヤノフスク自動車工場（Ульяновский Автомобильный Завод）で、本拠は名の通りウリヤノフスクにある。
  - UAZ-452
  - UAZ-469
- V・I・レーニン中央博物館 - ソビエト連邦指導者ウラジーミル・レーニンに関する博物館。1924年から1993年までモスクワに存在していた
- V・P・セルブスキー連邦医学研究センター（ロシア語版） -  旧名は「 V・P・セルブスキー州社会科学捜査科学センター」ならび「V・P・セルブスキー精神医学およびナルコロジー連邦医学研究センター」。名の由来はロシア帝国の精神科医であったウラジーミル・セルプスキー（ロシア語版、英語版）に因む。
- VTB - ロシアの為替銀行。旧称は外国貿易銀行
- Yak-40
- Yak-50
- Yak-52